# Sörberget (naturreservat)
Sörberget är ett naturreservat i Åsele kommun i Västerbottens län.
Området är naturskyddat sedan 2017 och är 96 hektar stort. Reservatet omfattar , toppen, öst- och norrsluttningen av  Sörberget. Reservatet består av gammal granskog.